# Moulin à vent de Trois-Rivières
Le moulin à vent de Trois-Rivières, ou moulin à vent de la commune, est l'un des 18 derniers moulins à vent du Québec au Canada. Avec ses quatre étages, il est le plus élevé d'entre eux.

## Identification
Ce moulin est le troisième moulin à vent de la Commune de Trois-Rivières. Elle a été formée en 1648 et 1650 pour servir de lieu de pâturage des animaux des habitants du bourg de Trois-Rivières. Elle était administrée par les citoyens réunis en assemblée (1650-1761), puis par la Corporation des syndics de la Commune (1761-1850), enfin par le Conseil municipal (1850-1940). Elle s’étendait de la rue Saint-Antoine à l’est jusqu’à la Pointe-aux-Iroquois (près de la rue Père-Garnier) à l’ouest, et du fleuve jusqu’à la hauteur de la rue Baillargeon au nord.

## Chronologie
Évolution du bâtiment :

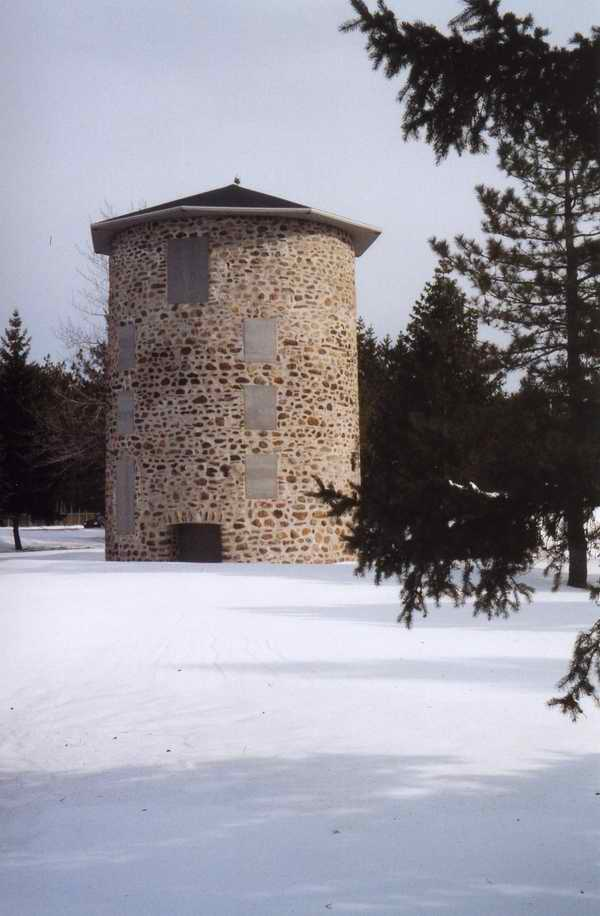
Moulin à vent de la commune de Trois-Rivières, vers 2000.

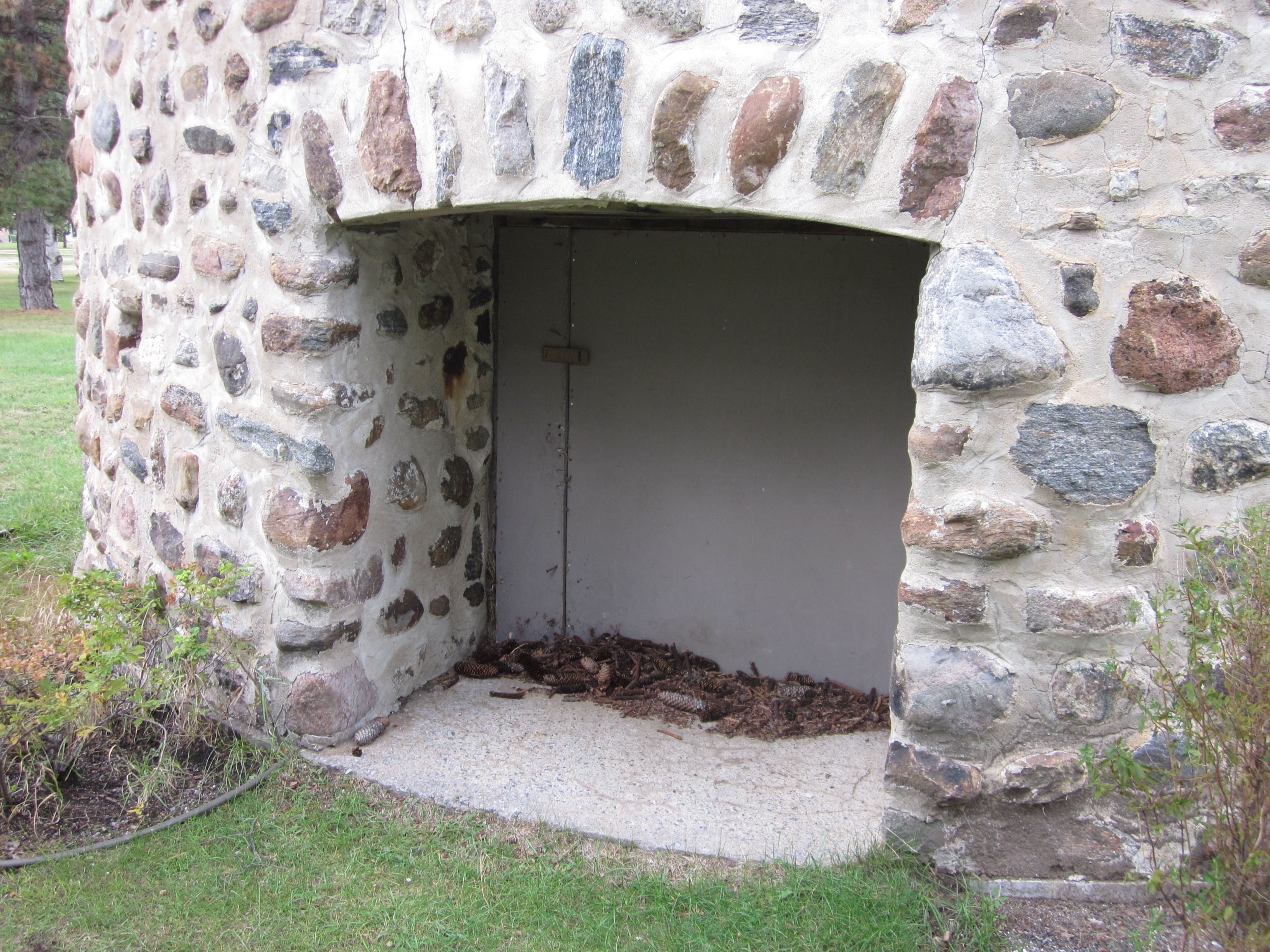
Immeuble patrimonial classé en 1961.

- Entre 1781 et 1784 : Construction pour Nathaniel Day. Le moulin Day a été construit avec les pierres du moulin de la Commune construit en 1699, incendié une première fois en 1719, reconstruit en 1720 et incendié à nouveau entre 1777 et 1781 (le moulin de 1720 était appelé moulin Laguerche).
- 1800 : Le moulin dispose d’un crible pour nettoyer le grain, de deux paires de meules pour broyer le grain, d’un bluteau pour séparer la farine et le son, «et autres articles et ustensiles»[2].
- 1862 : Abandon du moulin.
- 1864 : Les rouages en bois et la toiture prennent feu.

Transformations majeures :
- 1903 : Restauration partielle du moulin (toit neuf, maçonnerie). Il servait aussi de protection contre les glaces.
- 1934 : Pour le tricentenaire de la ville, le moulin est réparé, reçoit des ailes et un toit neufs.
- Se détériore dans la décennie 1960.
- 10, 11 et 12 décembre 1974, le moulin est déménagé sur les terrains de l’université au coût de 48 777 $. (La tour de pierres a été déménagée au complet, d'un seul morceau, sans qu'elle n'ait été démolie). Sur son site d'origine, près des actuels élévateurs à grain, au Port de Trois-Rivières, le sol a été rehaussé jusqu'à la moitié de la porte du moulin. Lorsqu'il fut mis en place en 1974, il est resté amputé de cette partie, rendant les deux portes (avant et arrière) inutilisables.

Propriétaires :
- 1781-1800 : Nathaniel Day, adjudant-général des troupes à Québec
- 1800-1802 : Louis Gouin, marchand de Baie-du-Febvre
- 1802-1815 : Jean Doucet, boulanger de Trois-Rivières
- 1815-1815 : William Walker
- 1815-1816 : Ann Jane Walker, fille héritière de William Walker
- 1816-1843 : Joseph Jones, de Québec, beau-père de Ann Jane Walker
- 1843-1845 : William-Henri Bréhault, avocat de Louiseville
- 1845-1854 : François Lemaître, de Montréal
- 1854-1869 : Georges Desbarats, époux de Louise Pothier
- 1869-1976 : Ville de Trois-Rivières (acheté 26,51 piastres…)
- Depuis 1976 : Université du Québec à Trois-Rivières

Meuniers :
- 1789 : Michel Giroux
- 1793 : Jean Doucet, maître boulanger
- 1795 : Un nommé Gybert. Il était aussi le locataire du moulin à eau de la rivière Sainte-Marguerite. Les résidents de la Commune de Trois-Rivières lui reprochaient de ne pas faire tourner le moulin à vent.
- 1800 : Robert Allis, de Trois-Rivières, maître meunier
- 1814 : Alexis Morissette. Le 27 janvier 1814, âgé de 45 ans, il fut frappé mortellement par une vergue (aile) du moulin alors qu’il était à poser les voiles. Alexis Morissette s’était marié à Cap-Santé le 20 octobre 1793 avec Marie-Josephte Pagé[4].
- 1860-1862 : Nazaire Bédard

## Architecture
- 4 étages
- Hauteur : 33 pieds (10,1 mètres), sans le toit.
- Circonférence : 80 pieds (24,8 mètres) de circonférence, soit 25,5 pieds (7,77 mètres) de diamètre à sa base.
- Poids de la tour : 660 tonnes

## Annexes

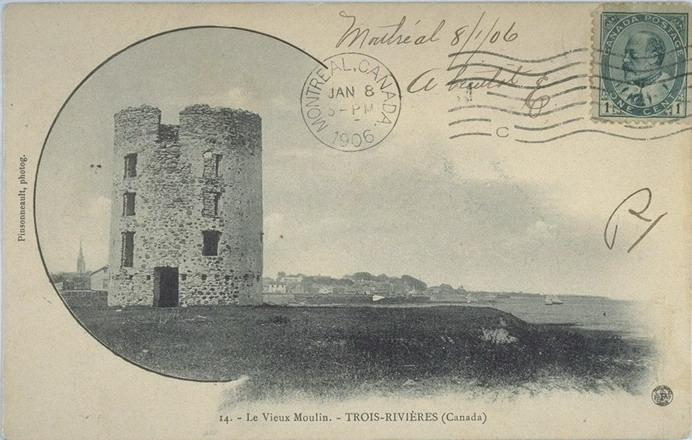
Photographie du vieux moulin par P.-F. Pinsonneault à son emplacement d'origine en 1906, avant son déménagement de 1974.
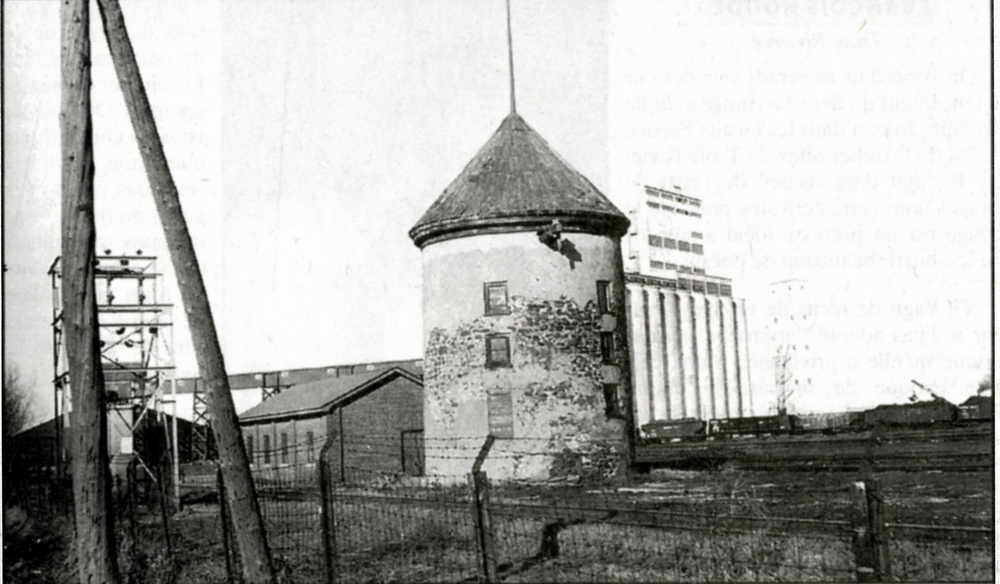
Le moulin, aux abords du fleuve Saint-Laurent, près des élévateurs à grain du port de Trois-Rivières vers 1936.
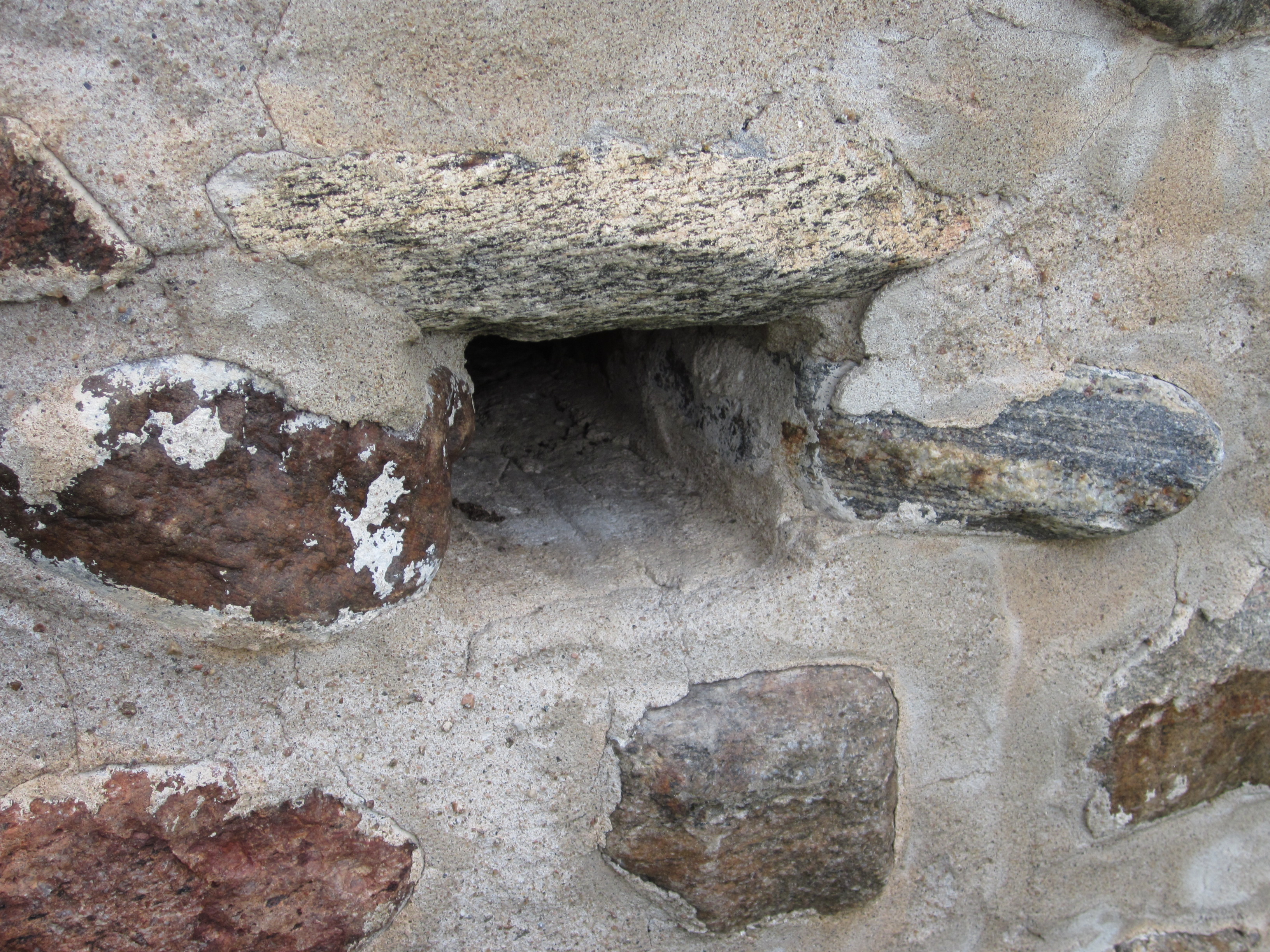
Détails de la maçonnerie.
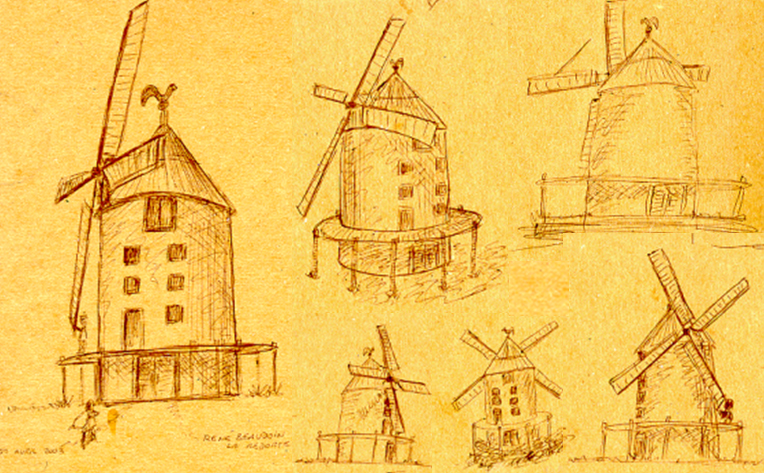
Hypothèse de restauration du Moulin à vent de la commune de Trois-Rivières, en 2003. Il avait une galerie circulaire et il n'avait pas de queue pour faire tourner le toit.